# Parameranoplus primaevus
Parameranoplus primaevus är en myrart som beskrevs av Wheeler 1915. Parameranoplus primaevus ingår i släktet Parameranoplus och familjen myror. Inga underarter finns listade i Catalogue of Life.